# Échangeur Grand Saint Bernhard
De Ëchangeur Grand Saint Bernhard is een knooppunt in Zwitserland. Op dit knooppunt in de stad Martigny sluit de A21 aan op de A9.

## Configuratie
Het knooppunt is een trompetknooppunt.